# 常盤平団地
常盤平団地（ときわだいらだんち）は、千葉県松戸市常盤平にある大規模UR賃貸住宅である。最寄駅は京成電鉄京成松戸線常盤平駅および五香駅。松戸市金ヶ作地区宅地開発事業の一環として建設された。

## 概要

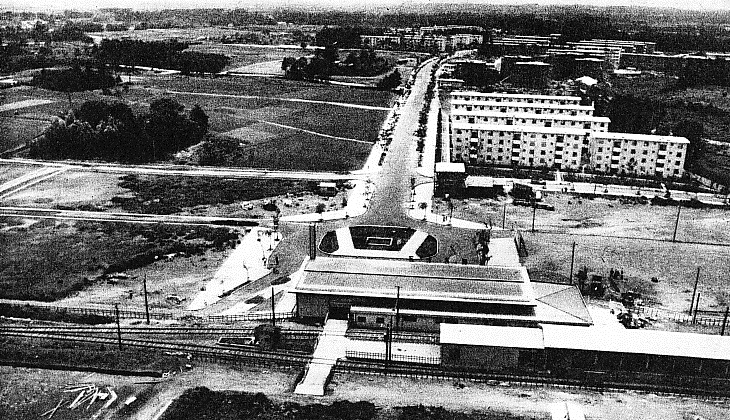
建設中の常盤平団地（1960年）

1955年に立ち上げられた日本住宅公団では、東京近郊の住宅不足を緩和するため、都内通勤者の住宅地の選定を急いでいた。そうした中、新京成線開通などで好条件が整った松戸市金ヶ作・五香地区の一部が全国主要都市周辺1000ヘクタール（300万坪）の宅地開発事業の対象に選ばれ、東京周辺部500ヘクタール（150万坪）規模の開発実施地域として川崎市生田地区・日野市日野地区・八千代市八千代台地区などとともに団地建設が進められた。
住戸92戸、畑、雑木林が大半を占める169.339ヘクタール（51万2251坪）の土地を造成し、戸数4839戸の4階建て中層公団住宅170棟とショッピングセンター・集会所・病院・小学校などの施設を有する街が建設され、公募によって団地名が常盤平(松戸市の松から連想された「常盤の松」にちなむ)に決定する。
この開発は土地区画整理が適用されたが、金ヶ作地区の対象となった土地は約230人の農家が所有しており、道路や公園などとなる4割近く土地を無償で提供しなければならなかったことなどから（公団は区画整理によって地価が上昇するため利益が得られるとした）、公団と地権者の間で対立が生じた。金ヶ作地区に居住する90人は市街地造成計画反対期成同盟を結成し、日本社会党の支援を受けて猛烈に反対した。1958年1月には公団による強制測量が行われ、これに対して反対同盟は人糞を撒いて測量隊を妨害するなどして抵抗、警官隊が出動して逮捕者も出した。3月に、建設省・農林省・自民党・社会党・千葉県・松戸市の6者からなる調停案が出されたが、反対同盟はこれを拒絶。社会党は反対運動から手を引き、反対同盟員24人も離脱した。その後もブルドーザーの前で座り込みをするなどの抵抗が行われたが、工事が進展するにつれて沈静化した。
1959年から入居募集を開始。1961年11月に宅地の造成を落成し、1962年の10次募集をもって入居が完了。松戸市の人口は団地建設によって7万8937人から11万5226人となり、以後団地の周辺地域も開発が進んで、1980年には40万人を突破した。当時のパンフレットでは、ガス・電気・下水や文化施設の完備、都心へ50分という地の利をアピールしている。建設の様子が記録映画として残され、英語版も制作された。建設当初、見物客が訪れるほど注目を集めた。

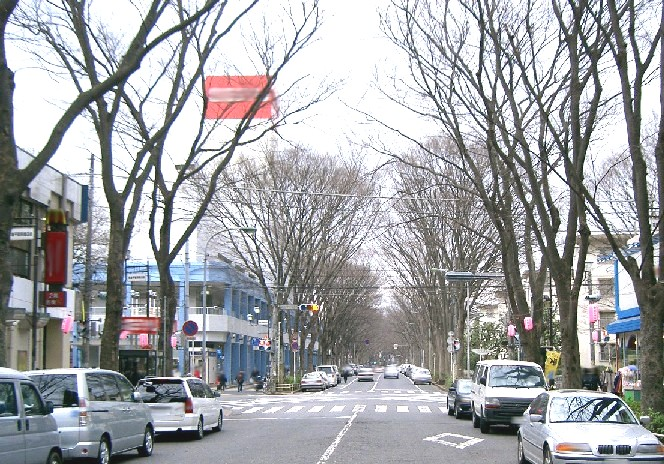
常盤平駅前から南北に団地を貫く常盤平けやき通り

建設地は、首都圏整備委員会による首都圏整備計画のグリーンベルト緑地帯に含まれていたため、オープンスペースの確保が行われ造成前の樹木が残された。その後、首都圏整備計画のグリーンベルト構想は崩れ、松戸市域の住宅地化も進んだため、団地内は松戸市域の中でも特に緑に恵まれた地区となり、団地を南北に抜ける常盤平けやき通りは「新・日本街路樹100景」に、東西に抜ける常盤平さくら通りは「日本の道100選」に選ばれている。
常盤平団地は1990年代ごろから高齢化が顕著になってきている。2011年9月時点で常盤平地区の高齢化率は20.6%であるが、常盤平団地地区では38.4%にものぼる。2000年代前半には団地住民の孤独死が相次いだことから、団地自治会等は「孤独死ゼロ作戦」と称して様々な施策に取り組んでいる。この問題はNHKスペシャルでも取り上げられた。建物の老朽化から建て替えも提案されていたが、高齢化が進展している事情から建て替え反対運動があり、ストック活用（従来通りのメンテナンスを続け存置）の方針が打ち出された。1962年までに建設された約180棟の中層住戸が活用されており、昭和30年代に建設された公団住宅の建て替えが進む中、スターハウスに代表される初期の公団住宅の姿をそのまま残している。

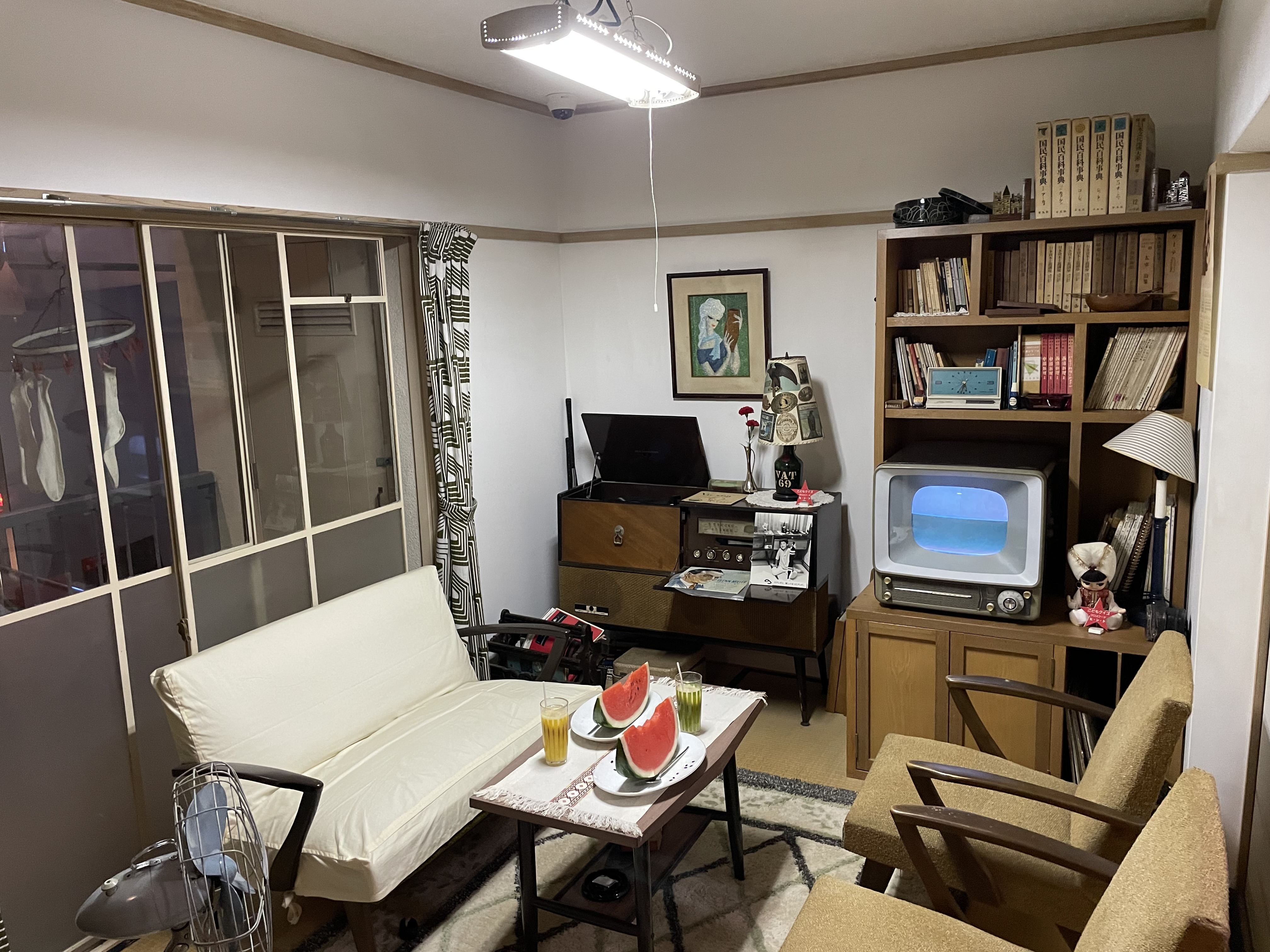
松戸市立博物館の原寸大再現展示

松戸市立博物館には、近現代の展示において1962年当時の当団地2DKを原寸大で再現したモデルルームが展示されている。

## 交通
- 常盤平駅（京成松戸線） - 1-3地区
- 五香駅（京成松戸線） - E地区

## 周辺施設
- 金ヶ作公園
- しょうぶ公園
- 西友常盤平店
- テスコ常盤平店
- ヨークプライス五香店
- セブンタウン常盤平店・クリニックモール常盤平
- おっ母さん食品館松戸常盤平店
- オーケー松戸常盤平店
- トップパルケ常盤平駅前店
- 常盤平市民センター・松戸市役所常盤平支所
- 常盤平郵便局
- 松戸東警察署常盤平交番
- 牧の原団地
- 21世紀の森と広場
- 森のホール21
- 千葉県立西部図書館